# Теория объектных отношений
Теория объектных отношений — модель, система психологических взглядов, существующая в рамках психодинамического подхода и отталкивающаяся от предположения, что психика состоит из «внутренних объектов», представляющих собой интернализированные внешние объекты: людей и ситуаций. Основываясь на психодинамической теории, теория объектных отношений предполагает, что отношение людей к другим и ситуации в их взрослой жизни формируется семейным опытом в младенчестве. Например, взрослый, который испытал пренебрежение или жестокое обращение в младенчестве, будет ожидать подобного поведения у других, что напомнит ему о небрежном или оскорбительном поведении его родителя из его прошлого. Эти образы людей и событий в бессознательном превращаются в объекты, которые «я» переносит во взрослую жизнь, и они используются бессознательным, чтобы предсказать поведение людей в их социальных отношениях и взаимодействиях. В рамках этой модели психические функции объясняются с точки зрения отношений между внутренними объектами.
Первые работы в рамках этой теории были написаны Мелани Кляйн, Рональдом Фэйрбейрном, Дональдом Винникоттом и Майклом Балинтом. На их основе сформировалась британская школа психоанализа. Значимые работы в рамках этой модели также написали Отто Кернберг, Ганс Левальд, Уильям Мейснер, Арнольд Моделл, Рой Шефер, Хайнц Кохут и Джосеф Сандлер.
Отчасти теория объектных отношений опирается на наблюдения Фрейда о влиянии объектов на развитие Я. Но Фрейд не считается объектным теоретиком, поскольку, согласно его пониманию, объект — это то, что помогает удовлетворить потребности Оно (как еда удовлетворяет голод). Некоторые теоретики, в частности Отто Кернберг, предприняли попытку объединить различные аспекты теории объектных отношений с классической фрейдовской теорией.